# ఆ
Cette page contient des caractères spéciaux ou non latins. S’ils s’affichent mal (▯, ?, etc.), consultez la page d’aide Unicode.
ఆ, transcrit ā, â ou aa, est une voyelle de l’alphasyllabaire télougou.

## Représentations informatiques
Ses caractères Unicode sont :
| formes       | représentations | chaînes de caractères | points de code | descriptions                  |
| ------------ | --------------- | --------------------- | -------------- | ----------------------------- |
| indépendante | ఆ               | ఆ                     | U+0C06         | lettre télougou â             |
| dépendante   | ా                | ా                      | U+0C3E         | diacritique voyelle télogou â |